# 奧古斯塔道

奧古斯塔道路線

奧古斯塔道（西班牙語：Vía Augusta）是羅馬帝國在西班牙行省最長和最繁忙的道路。奧古斯塔道更準確的說是一個路網，而非只是一條道路，全長約1,500（930英里）。